# 245 Park Avenue
245 Park Avenue (antes American Tobacco Company Building, American Brands Building y Bear Stearns Building) es un rascacielos de 198 m de alto en Nueva York. Fue terminado en 1967 y tiene 48 pisos. Shreve, Lamb y Harmon diseñaron el edificio. La Asociación de Propietarios de edificios y administradores otorgaron el Pinnacle Award en 2000/2001 a 245 Park Avenue. El solar estaba ocupado por la segunda sala de exposiciones de Grand Central Palace, que fue demolido en el año 1964 para hacer sitio a 245 Park Avenue.

## Inquilinos
- Angelo, Gordon & Co.
- Ares Management
- CCMP Capital
- Heineken
- Houlihan Lokey
- Major League Baseball
- National Australia Bank
- Norinchukin Bank
- J.P. Morgan Chase
- Piper Jaffray
- Rabobank
- Icon Group
- Societe Generale
- SEB
- Sytes International IPR Law
- Vestar Capital Partners
- Intercapital Partners Ltd.
- Carlyle Entertainment Ltd.